# Øyfjorden (Lenvik)
Øyfjorden er en af de længere fjorde på øen  Senja i Troms og Finnmark fylke  i Norge. Hele fjorden ligger i Lenvik kommune, lengst nordvest på øen. Tidligere tilhørte Øyfjorden, sammen med Stønnesbotn, Hillesøy kommune. Fra inderst i Ørnfjordbotn i syd til fjordens udløb i Norskehavet ved Kjølva er der ca. 15 km. Inderst deler Keipneset fjorden i to, Trælvika i øst og Ørnfjorden i vest.
Ved Ørnfjordens udløb, på vestsiden, ligger fiskeværet Fjordgård (194 indb.), som har vejforbindelse via Fjordgårdtunnelen og Ørnfjordtunnelen på Fylkesvej 275 (Troms) til Mefjordbotneidet. Længere ude langs Øyfjorden ligger de fraflyttede steder Tofta, Øyfjordvær og Breivika.
I Trælvika er der også en forladt bebyggelse. Omtrent midt på østsiden af fjorden ligger fiskeværet Husøy (252 indb.). Husøya er er lille ø som er knyttet til Senja med en 300 meter lang mole. Også Husøya har veiforbindelse, fylkesvej 277 (Troms) går over fjeldet via to tunneler til Huselv i Stønnesbotn. Begge de nævnte veje er forbundet med fylkesvej 862.
Folketallet i Fjordgård er gået tilbage i løbet af de seneste år, mens det på Husøya har holdt sig stabilt, og til og med øget enkelte år. Begge steder har hvert sit kapel og hver sin skole, børnehave og dagligvarebutik med posttjeneste.